# Deniz Burnham
Deniz Melissa Burnham (Base aerea di Incirlik, 1º ottobre 1985) è un'astronauta statunitense.
Nel 2021 venne selezionata dalla NASA come candidata astronauta del Gruppo 23. Iniziò l'addestramento astronautico di base al Johnson Space Center nel gennaio 2022 e lo concluse nel marzo 2024.